# Леонхардт, Густав
Густав Ле́онхардт (нем. Gustav Leonhardt; род. 30 мая 1928, дер. Гравеланд, близ Хилверсюма — 16 января 2012, Амстердам) — нидерландский клавесинист

, органист, дирижёр, музыковед. Один из наиболее крупных и влиятельных музыкантов-аутентистов XX века.

## Очерк биографии и творчества
В 1950 окончил «Схола канторум» («Schola Cantorum») в Базеле, где учился игре на органе и клавесине (класс Э. Мюллера). Как клавесинист дебютировал в Вене в 1950 («Искусство фуги» И. С.Баха). В 1959-82 органист Валлонской церкви в Амстердаме. В 1955 основал и до 1990 возглавлял «барочный оркестр» Leonhardt-Consort (в раннем составе на виолончели играл Н. Арнонкур). Выступал и записывался с Альфредом Деллером, ансамблями La Petite Bande С. Кёйкена и Collegium Vocale Ф. Херревеге, с Ф. Брюггеном, В. Гиельми, Оркестром века Просвещения и другими крупными аутентичными коллективами. Профессор по классу клавесина в Венской академии музыки (1952-55), в консерватории имени Я. П. Свелинка в Амстердаме (1954-88, после ухода на пенсию продолжал проводить там мастер-классы). В 1969-70 приглашённый профессор Гарвардского университета. В 1967 выступил как киноактёр, сыграв роль Баха в фильме Ж.-М. Штрауба «Хроника Анны Магдалены Бах».
На протяжении жизни неоднократно принимал участие в международных фестивалях старинной музыки, в том числе дважды (в 2007 и в 2011) — в российском фестивале Earlymusic.
Помимо исполнительства в поздние годы занимался также музыковедением, написал книгу «Клавишные инструменты в барочной Европе» (2003). Завершил исполнительскую карьеру в 2011, дав концерт в парижском театре «Bouffes du Nord».

## Репертуар и дискография
В обширном репертуаре Леонхардта (солиста и дирижёра), главным образом, сочинения композиторов эпохи барокко, реже позднего Возрождения и венской классики. В числе композиторов (по алфавиту) И. С. Бах, К. Ф. Э. Бах, У. Бёрд, Д. Букстехуде, Г. Ф. Гендель, И. Кунау, Ф. Куперен, Л. Куперен, К. Монтеверди, И. Пахельбель, Г. Пёрселл, Ж. Ф. Рамо, Я. П. Свелинк, Д. Скарлатти, Г. Ф. Телеман, Ж. Б. Форкре, Дж. Фрескобальди, И. Я. Фробергер, Г. Шютц. Первые аудиозаписи Леонхардта на крупных лейблах относятся к 1962 г.

### Кантаты Баха
Крупнейший проект в дискографии Леонхардта — аудиозапись всех церковных кантат И. С. Баха, осуществлённая совместно с Н. Арнонкуром в 1971—89 гг. В рамках этого проекта Леонхардт записал кантаты № 7-10, 12-14, 16, 22. 23, 32, 33, 39, 40, 45, 46, 51, 52, 54-56, 66, 67, 73, 74, 77, 79, 88-92, 98, 100, 103, 106, 107, 113, 114, 117, 127—129, 132—135, 143, 144, 149—151, 157—159, 164—166, 170, 172, 175, 176, 180, 181, 184, 187, 195, 197, 198. В записях под управлением Леонхардта принял участие международный коллектив исполнителей — барочный оркестр «Леонхардт-консорт», хор Королевского колледжа (Кембридж), хор «Collegium Vocale» (Гент), хоры мальчиков Бад-Тёльца и Ганновера, певцы П. Эссвуд, К. Эквилуц, М. фон Эгмонд, М. ван Альтена, Р. Якобс, Х.-Ф. Кунц, М. Шоппер, А. Краус, Х. ван дер Камп, Дж. Элвес. Сопрановые партии (как и в записях других кантат цикла — Арнонкуром) были поручены солистам хоров мальчиков. В 1990—96 гг. (независимо от Арнонкура) Леонхардт записал с Оркестром века Просвещения также комплект светских кантат Баха — BWV 173a, 201, 205, 208, 211, 213, 214, 215.

### Исторические органы
Другой большой проект Леонхардта — антология «Аутентичные органы Ренессанса и барокко» (Die authentischen Orgeln aus Renaissance und Barock), которая была записана в 1970-83 гг. и выпущена на 7 грампластинках (лейбл Seon). В антологию вошла редко исполняемая музыка старых мастеров Нидерландов (Я. П. Свелинк), Германии (Г. Муффат, М. Векман, Г. Шейдеман, И. К. Ф. Фишер, И. К. Керль и др.), Италии (Б. Пасквини, Дж. М. Трабачи, Б. Стораче, Т. Мерула, Дж. Б. Мартини и др.), частично также сочинения Баха, все исполненные на так называемых исторических органах Нидерландов, Германии, Австрии, Италии, Швейцарии. В поздние годы выходили и другие записи барочной (преимущественно) музыки на исторических органах разных стран.

### Реконструкции опер и ораторий
Большое значение имела подвижническая деятельность Леонхардта по возвращению в репертуар редко исполняемых опер и кантатно-ораториальных сочинений эпохи барокко, среди которых оперы А. Кампра («Галантная Европа»), Ж. Ф. Рамо («Пигмалион», «Заид») и А. Гретри («Суд Мидаса»).
Огромная дискография Леонхардта целиком не описана и не издана на современных звуконосителях. Крупнейшая подборка (21 CD) была выпущена на лейбле Teldec (тематическая рубрика «Das alte Werk») к 80-летию музыканта в 2008 г..

## Признание
- Премия «Эразм» (1980). Почётный доктор ряда университетов Европы и США. Командор французского ордена искусств и литературы (2007), бельгийского Ордена Короны (2007).
- Золотая Почётная медаль искусств и наук Нидерландов[нидерл.].

## Сочинения
- Zur Interpretation auf Originalinstrumenten / Аннотация к аудиозаписи полного комплекта Бранденбургских концертов И. С. Баха. Запись выпущена на комплекте LP фирмой RCA/Seon в 1977 году. Текст аннотации Леонхардта перепечатан в 2013 году Д. Морони здесь.
- The keyboard in baroque Europe. Cambridge: Cambridge University Press, 2003.
- The principle of varietas in Sweelinck’s variation works // Sweelinck Studies, ed. by Pieter Dirksen // Proceedings of the Sweelinck Symposium, Utrecht 1999. Utrecht: STIMU, Foundation for Historical Performance Practice, 2002. ISBN 90-72786-09-2.